# Nou Estadi Municipal de Cornellà de Llobregat
El Nou Estadi Municipal de Cornellà és un camp de futbol de la vila de Cornellà, al Baix Llobregat.
Projectat el mes de juliol de l'any 2009, amb un pressupost d'obra de set milions i mig d'euros, fou bastit i inaugurat per la Unió Esportiva Cornellà el setembre de 2012 i compta amb una capacitat per 1.500 espectadors, tots asseguts a la grada est. A més, les instal·lacions també compten amb un camp de futbol 7 i un de futbol quatre, tots tres de gespa artificial. El camp se situa a tocar de l'Estadi de Cornellà-El Prat. A les parets del camp s'hi troben fotos del Camp Municipal de la Via Fèrrea, antiga llar del Cornellà, i la sala d'actes porta el nom de Jordi Alba.
L'estadi no disposa de gespa natural i una il·luminació artificial de 600 luxes que han de permetre la retransmissió televisiva, requisits per a poder jugar en Primera Federació, i el 2022, quan la Unió Esportiva Cornellà va ascendir, va haver de jugar al Stage Front Stadium, la Ciutat Esportiva Dani Jarque i finalment a l'Estadi Municipal de Palamós - Costa Brava.